# 2002-es magyar labdarúgó-szuperkupa
A 2002-es magyar labdarúgó-szuperkupa a szuperkupa 5. kiírása volt, amely az előző szezon első osztályú bajnokságának és a magyar kupa győztesének évenkénti mérkőzése. A találkozót 2002. július 20-án a Zalaegerszegi TE és az Újpest játszotta.
A szuperkupát nyolc év után rendezték meg újra, hiszen 1995-től, egészen 2001-ig nem rendeztek szuperkupa mérkőzéseket.
A trófeát az újpesti csapat hódította el, ezzel ők lettek a magyar szuperkupa ötödik kiírásának a győztesei. A lila-fehér csapat immáron második alkalommal nyerte meg a szuperkupát.
Ez volt az első alkalom a kupa történetében, hogy nem a Népstadionban játszották a találkozót. A helyszín a siófoki Révész Géza utcai stadion volt.

## Résztvevők
A mérkőzés két résztvevője a Zalaegerszegi TE és az Újpest volt. A zalaegerszegi csapat 2002-ben története első bajnoki címét szerezte meg. Ez mindmáig a klub egyetlen bajnoki aranya. Az újpestiek nyolcadik magyar kupa sikerüket aratták a Haladás elleni győri fináléban.

## A mérkőzés
| 2002. július 20. 20:30 |

| Zalaegerszegi TE        | 1–3   | Újpest                            |
| ----------------------- | ----- | --------------------------------- |
| Egressy 85' Szamosi 57' | (0–3) | Kovács 31' 40' Móri 36' Juhár 72' |

| Révész Géza utca, Siófok Nézőszám: 6 000 Játékvezető: Juhos Attila (magyar) |

| ZALAEGERSZEGI TE: |                   |             |
|                   |                   |             |
| K                 | Turi Géza         |             |
| V                 | Kocsárdi Gergely  |             |
| V                 | Udvari Tamás      | a szünetben |
| V                 | Csóka Zsolt       |             |
| V                 | Szamosi Tamás     | 57'         |
| KP                | Babati Ferenc     |             |
| KP                | Vincze Ottó       |             |
| KP                | Balog Csaba       |             |
| KP                | Egressy Gábor     | 85'         |
| CS                | Kenesei Krisztián | 71'         |
| CS                | Koplárovics Béla  |             |
| Cserék:           |                   |             |
| KP                | Darko Ljubojević  | a szünetben |
| KP                | Radu Sabo         | 71'         |
| Edző:             |                   |             |
| Bozsik Péter      |                   |             |

| ÚJPEST:       |                   |         |
|               |                   |         |
| K             | Vlaszák Géza      |         |
| V             | Németh Tamás      | 14'     |
| V             | Luboš Kozel       |         |
| V             | Tamási Zoltán     |         |
| V             | Juhár Tamás       | 72'     |
| KP            | Simek Péter       |         |
| KP            | Farkas Balázs     | 67'     |
| KP            | Radek Slončík     | 62'     |
| KP            | Rósa Henrik       |         |
| CS            | Kovács Zoltán     | 31' 40' |
| CS            | Móri Tamás        | 36'     |
| Cserék:       |                   |         |
| V             | Korolovszky Gábor | 62'     |
| KP            | František Kunzo   | 14'     |
| CS            | Tokody Tibor      | 67'     |
| Edző:         |                   |         |
| Molnár László |                   |         |

## Lásd még
- 2001–2002-es magyar labdarúgó-bajnokság (első osztály)